# Pedicularia subtilis
Pedicularia subtilis is een slakkensoort uit de familie van de Pediculariidae. De wetenschappelijke naam van de soort is voor het eerst geldig gepubliceerd in 1931 door Schilder.